# Barry Ace
Barry Ace, né 1958, est un artiste visuel Anishinaabes (Odawa) de Sudbury, Ontario basé à Ottawa, Ontario. Dans sa pratique artistique, Barry reproduit des motifs traditionnels et les juxtapose avec des pièces électriques récupérées. Ses peintures et ses œuvres textiles explorent divers aspects de la continuité culturelle et de la confluence de l'histoire et du contemporain. Sa pratique artistique examine et illustre la capacité de la culture autochtone à s’adapter aux changements sociaux, culturels, physiques et technologiques.

## Jeunesse
Né à Sudbury en 1958, Barry Ace est membre de la bande de la Première Nation M'Chigeeng, de l'île Manitoulin. Dans son enfance, il a appris à faire des broderies de perles, des paniers tressés en frêne, et de tels objets culturels, en utilisant et en réutilisant des matières naturelles qui se trouvait à portée de main. À l'âge de 12 ou 13 ans, il devient l'apprenti de son oncle, Robert Paananen, qui lui apprend à peindre dans le style de l'école Woodland.
C'est aussi à cette époque qu'il apprend à réparer les costumes de danse traditionnels, à concevoir lui-même des costumes entiers et, à la fin de son adolescence, à participer à des danses de pow-wow. Depuis, la danse est au cœur de la démarche de Barry Ace, puisque les liens spirituels qu'il transpose dans son art visuel proviennent de son apprentissage de la danse.

## Éducation
Barry a d'abord étudié pour devenir électricien au Cambrian College à Sudbury mais est passé aux arts graphiques après un an. Cependant, ses connaissances de base en électricité ont joué plus tard un rôle dans ses œuvres d'art, qui incluent des composants électriques.

## Carrière artistique
Dans sa carrière artistique, Barry utilise des objets trouvés et les «travailles» ensuite avec des formes et des motifs traditionnels. Son objectif est de perturber nos attentes quant à l'apparence de ces objets familiers.
Barry a fait partie de sa première exposition, Modern Indians Standing Around at the Post, à la Gallery 101 à Ottawa en 1998. Depuis, il a présenté ses œuvres à l'occasion de sept expositions solos et de plus de 30 expositions de groupe, tout en poursuivant une carrière professionnelle de conférencier, de conservateur, et d'employé du gouvernement.
En plus de sa carrière en tant qu'artiste, Barry était conservateur en chef du Centre d'art autochtone, des Relations Couronne-Autochtones et Affaires du Nord Canada (CIRNAC), de 1994 à 2000. Au cours de son mandat, il a organisé de nombreuses expositions. En 2006, il a cofondé et occupé le poste de directeur du Indigenous Curatorial Collective (anciennement Aboriginal Curatorial Collective), un organisme avec le but d'appuier des communautés autochtones critiques et curatoriales au Canada, aux États-Unis, en Nouvelle-Zélande, et en Australie. En 2012, il a cofondé le collectif d'artistes, Ottawa Ontario Seven (OO7), avec des artistes autochtones locaux d'Ottawa pour offrir des opportunités de curation et d'engagement du public.

## Prix
En 1999, Barry remporte le prix d'excellence du sous-ministre pour le programme d'artiste en résidence et d'exposition, qu'ils ont lancé aux Affaires autochtones et Développement du Nord Canada. En 2012, Ace a remporté un prix d'écriture administré par l'Association des galeries d'art de l'Ontario pour son essai «A Reparative Act», écrit pour le catalogue de l'exposition Paris / Ojibwa de Robert Houle. Ensuite, en 2015, il emporte le prix KM Hunter pour les art visuels.

## Les collections
Ses œuvres se retrouvent dans de nombreuses collections publiques et privées au Canada et à l'étranger, dont le Musée des beaux-arts du Canada (Ottawa, Ontario), le Musée canadien de l'histoire (Gatineau, Québec), le Musée des beaux-arts de l'Ontario (Toronto, Ontario), le Centre culturel Woodland (Brantford, Ontario), et le North American Native Museum (Zurich, Suisse).